# NaturalMotion
NaturalMotion (словосполучення англ. natural і англ. motion. motion — укр. природний рух. ) — приватна компанія, розробник програмного забезпечення і комп'ютерних ігор. Компанія спеціалізується на створенні комп'ютерних анімаційних технологій для індустрії комп'ютерних ігор і кінофільмів. Компанія утворена у 2001 рокові як відгалуження від Оксфордського університету, вона була заснована Торстеном Рейлом (англ. Torsten Reil. Torsten Reil) і Колмом Мессі (англ. natural. Colm Massey) з Зоологічного відділення університету. Компанія базується в Оксфорді і Сан-Франциско.

## Технології
NaturalMotion комерціалізувала свою технологію процедурної анімації, котру назвала Dynamic Motion Synthesis (DMS, укр. Динамічний синтез рухів). DMS заснований на моделюванні біомеханіки і моторною нервовою системою у режимі реального часу. Також DMS використовує елементи з біології і теорії керування роботами. DMS дозволяє створювати моделі повністю інтерактивних трьохвимірних персонажів, котрі не використовують заздалегідь прораховану анімацію. NaturalMotion  використала DMS у своїх продуктах «endorphin» і «euphoria». Перший продукт, «endorphin», використовує DMS для швидкого і якісного створення передпрорахованої статичної анімації і є альтернативою методу ключових кадрів або захоплення рухів. «euphoria» використовує DMS для генерації анімації «на льоту» у режимі реального часу у комп'ютерних іграх або інших інтерактивних додатках.

## Клієнти NaturalMotion
Технології NaturalMotion використовуються багатьма компаніями з індустрії фільмів, комп'ютерных ігор і трьохвимірної графіки, включаючи Sony, The Mill, Electronic Arts, Moving Picture Company, Konami, Capcom, Sega, Rockstar Games, Autodesk і інші. «Endorphin» використовувався у фільмах «Троя», «Посейдон» і іграх «The Getaway», «Tekken 5», «Metal Gear Solid», «Grand Theft Auto IV» і багатьох інших.
У 2006 році компанія LucasArts заявила, що буде використовувати «euphoria» у своїх іграх Indiana Jones and the Staff of Kings і Star Wars: The Force Unleashed. Далі, у 2007 році, компанія Rockstar Games заявила про ліцензування «euphoria» для використання у багатьох своїх майбутній іграх, включаючи Grand Theft Auto IV, Red Dead Redemption, Max Payne 3 і Grand Theft Auto V.
У серпні 2007 року NaturalMotion анонсувал розробку нової мультиплатформенної комп'ютерної гри «Backbreaker» для платформ ПК, Xbox 360 і PS3, котра буде симулятором американського футболу і використовувати «euphoria» для генерації інтерактивної анімації.